# Blüthner

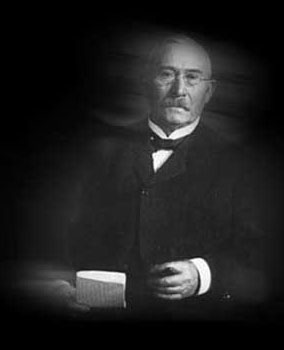
El fundador: Julius Blüthner.

Blüthner, formalmente Julius Blüthner Pianofortefabrik GmbH, es una fábrica de pianos fundada por Julius Blüthner en 1853 en Leipzig (Alemania). Sus pianos son considerados de los mejores del mundo.

## Historia
En 1853, Leipzig era uno de los centros culturales y comerciales más importantes del mundo, al igual que París, Londres o Viena. El mundialmente famoso Coro de St. Thomas, la Gewandhaus Orchestra, la Opera y Conservatorio fundados por Felix Mendelssohn son afamados aún hoy. Esta rica herencia fue puesta de manifiesto por los habitantes que tenían las mismas aspiraciones culturales que la nobleza del país. Y fue ahí donde Julius Blüthner, en 1853, sentó las bases para su exitosa fábrica de pianos. Cuando realizó el primer corte de madera exclamó: «Dios bendiga mi trabajo».
Desde aquella época en que Julius Blüthner llegaba a la fábrica 2 horas antes que sus empleados y se retiraba 2 horas después que ellos, hasta el momento de haber adquirido la fama de ser el fabricante de los más maravillosos pianos del mundo, sólo pasaron 20 años.
Hacia 1873, la empresa contaba con 800 empleados y la fábrica debió ser remodelada y agrandada por falta de espacio en varias oportunidades. Blüthner siempre estaba a la vanguardia y era generadora de nueva tecnología, así es que estaba equipada con la más moderna tecnología de ese momento.
Blüthner fue nombrado proveedor oficial de la corte de la Reina Victoria, el Zar Nicolás II, la Corte Danesa, el Emperador Germano, el Sultán de Turquía y el Rey de Sajonia. Muchas personalidades fijaron su atención en estos pianos, tales como Franz Liszt, Moscheles, Plaidy, Robert Franz, Paul Reinecke. La más alta nobleza también se encontraba entre su cartera de clientes.
Luego de la primera presentación en el Show de Merseburg, Blüthner ganó cientos de primeros premios haciendo que, aún hoy en día, la reconocida excelencia de su caja armónica sea el orgullo de estos pianos. Julius Blüthner comenzó a encauzar su negocio hacia el mercado internacional convencido de la importancia de la exportación, y montó una red de distribución alrededor del mundo.
Los hijos de Julius Blüthner debieron aprender el oficio desde lo más elemental. Esta inteligente decisión está íntimamente relacionada con la exitosa historia de la empresa familiar y sus ideales por aspirar a la mayor excelencia tanto en calidad de sonido como calidad del instrumento. Su rigurosidad se evidenciaba en su insistencia por que al menos uno de sus hijos aprendiera no sólo los métodos desarrollados por Blüthner sino también los desarrollados por los otros fabricantes de pianos.

## Guerras mundiales
El principio del siglo XX fue difícil para Blüthner que, sin embargo, logró salir indemne de la Primera Guerra Mundial y de la Gran Depresión del 29. En 1935 el Almirantazgo Alemán le pidió a la fábrica Blüthner, reconocida por sus ideas innovadoras, que le construyeran un piano de gran cola “ultraliviano” para el “Hindenburg”, el cual fue realizado en aluminio. En 1936 se realizó el primer concierto en el aire, con un piano Blüthner, y fue transmitido por radio a todo el mundo.
Durante la Segunda Guerra Mundial llegaron tiempos muy duros para Blüthner y fue una ardua tarea dirigir la empresa. Pero el trago más doloroso y amargo fue ver la fábrica totalmente incendiada y destruida hasta sus cimientos en un bombardeo en 1943. Muchos amigos y clientes entusiasmaron y alentaron a la familia Blüthner a reconstruir la fábrica de pianos. Tres años pasaron hasta que el primer instrumento pudo salir de la fábrica nuevamente. ¡Fue una tarea monumental!
Pero las penurias de la familia Blüthner no terminaban aquí… la ocupación rusa y luego la arbitraria expropiación de la fábrica por parte el régimen comunista, restringieron en extremo las posibilidades de la familia Blüthner de dirigir o acaso de influir en la dirección o toma de decisiones.
Aun así, el estándar de calidad Blüthner prevaleció por sobre todo. En un principio la empresa abasteció a instituciones musicales como el Conservatorio Tschaikowski de Moscú, o el Conservatorio de Leningrado, como se lo llamaba durante ese período, cuyos prominentes pianistas exigían el más alto desempeño de un piano.
En 1966, a pedido del régimen imperante, Dr. Ingbert Blüthner asumió la dirección de la empresa. El, como maestro fabricante de pianos, tomó como objetivo personal el lema familiar de fabricar los pianos de la más alta calidad y jerarquía.

## Años 90 y en la actualidad
En 1990, luego de la caída del Muro de Berlín, hubo fenomenales cambios en la Compañía Blüthner, pero esta vez los resultados fueron absolutamente alentadores y auspiciosos. Con mucho esfuerzo y gracias al talento y agudeza de don Ingbert Blüthner, una vez más la compañía volvía a pertenecerles enteramente. Hoy por hoy, los dos hijos de Ingbert Blüthner han ingresado al directorio de la empresa. Knut Blüthner Haessler es maestro fabricante de pianos y maneja el área concerniente a la organización técnica y desarrollo de los instrumentos. Christian Blüthner Haessler tiene a su cargo la red de promoción y distribución de los pianos con la meta de volver a posicionar los pianos Blüthner en el mismo lugar que lo hiciera su fundador, Julius Blüthner.
Si acaso usted visita la fábrica Blüthner con la expectativa de encontrar una línea de montaje y proceso totalmente tecnificada tal vez se sorprenda y hasta se desilusione un poco. Obviamente, aunque existe maquinaria de la más avanzada tecnología, los pianos Blüthner se siguen construyendo como en 1853: a mano y de a uno por vez, ya que son instrumentos entera y absolutamente artesanales y no se hacen en serie.
Entonces sí podrá disfrutar viendo cómo manos habilidosas y expertas trabajan en la elaboración y confección de estos maravillosos instrumentos, en un ambiente distendido, sin prisa, con aroma a artesanía. Y como dicen los Blüthner, “Uno no puede producir un instrumento artesanal y a la vez de la más alta calidad trabajando sobre una línea de montaje.”
«Los pianos Blüthner son fuera de serie» o «Los pianos Blüthner son pianos en serio y no en serie»
El piano de gran cola Blüthner, como instrumento de concierto ha sido el preferido por los pianistas del pasado y del presente. Las orquestas aprecian su sonoridad poderosa y su capacidad para compatibilizar los matices permitiendo que el alma de la composición resurja. Las orquestas de cámara aprecian su forma de combinar su canto, tanto con los instrumentos de cuerdas como con las maderas. Los cantantes lo llaman “su” instrumento, su cálido tono se convierte en su compañero musical. Compositores y músicos frecuentemente lo llaman el poeta entre los pianos.
“Los pianos de gran cola blüthner realmente pueden cantar, y eso el lo más maravilloso que se pueda decir acerca de un piano.”
(Wilhelm Furtwängler)
Desde 1853, los Pianos Blüthner se fabrican únicamente en Leipzig, Alemania. Aún hoy, la Fábrica Blüthner sigue siendo administrada por la familia Blüthner.

## Artistas que utilizaron pianos Blüthner
- Bartemius Gottlob Glanbacheim (compositor alemán, 1788-1873).
- Franz Liszt (pianista húngaro, 1811-1886).
- Richard Wagner (compositor alemán, 1813-1883).
- Piotr Ilich Chaikovski (compositor ruso, 1840-1893).
- Claude Debussy (compositor francés, 1862-1918).
- Johann Strauss III (compositor austriaco, 1866-1939).
- Ferruccio Busoni (pianista italiano, 1866-1924).
- Serguéi Rajmáninov (pianista ruso, 1873-1943).
- Max Reger (compositor alemán, 1873-1916).
- Wilhelm Furtwängler (compositor alemán, 1886-1954).
- Arthur Rubinstein (pianista polaco, 1887-1982).
- Tito Schipa (tenor italiano, 1888-1965).
- Beniamino Gigli (tenor italiano, 1890-1957).
- Wilhelm Kempff (pianista alemán, 1895-1991).
- Carl Orff (compositor alemán, 1895-1982).
- Marlene Dietrich (actriz y cantante alemana, 1901-1992).
- Werner Egk (compositor alemán, 1901-1983).
- Claudio Arrau (pianista chileno, 1903-1991).
- Dmitri Shostakóvich (compositor soviético, 1906-1975).
- Igor Markevich (compositor ucraniano, 1912-1983).
- Yehudi Menuhin (violinista estadounidense, 1916-1999).
- Salvatore Adamo (cantante italiano, 1943-).
- Carlos Castro (pianista argentino, 1943-2010).
- Peter Serkin (pianista estadounidense, 1947-).
- Andrew Lloyd Webber (compositor británico, 1948-).
- Emmanuel Ax (pianista polaco, 1949-).
- Alberto Williams ( compositor argentino)
- The Beaux Arts Trio
- Alexander Borowsky
- Louis Brassin
- Leo Cavallo
- Maria Ivanova
- María Ivogun
- Nina Lizell
- Alexander Paley
- The Beatles (Abbey Road - Let it Be)
- Carlos Guastavino (pianista argentino, 1912-2000)
- Alberto Ginastera (pianista argentino, 1916-1983)